# فلتازپام
فلتازپام (انگلیسی: Fletazepam) دارویی از مشتقات بنزودیازپین است. این دارو دارای اثرات آرام‌بخش و ضداضطراب مشابه با سایر مشتقات بنزودیازپین است، اما عمدتاً به دلیل خاصیت شل‌کنندگی عضلانی قوی آن قابل توجه است.